# CRY OUT
「CRY OUT」（クライアウト）は、SuGのメジャー11枚目のシングル。2014年11月19日にポニーキャニオンから発売された。

## 概要
復活第三弾シングル。2014年10月4日に舞浜アンフィシアターで開催された「VersuS 極悪SuG」で初披露された。
販売形態は初回限定盤A,Bと通常盤の3形態。３形態すべて収録されているカップリング曲が異なる。また、初回限定盤2形態はそれぞれDVDの収録内容も異なる。

### 初回限定盤A
CD
1. CRY OUT
作詞：武瑠　作曲：yuji　編曲：ハヤシベトモノリ
2. 39GalaxyZ-Rebirth version-
作詞／作曲：武瑠　編曲：ハヤシベトモノリ

DVD
1. 「CRY OUT」Music Video
2. 「CRY OUT」Music Video Shooting OFFSHOT

### 初回限定盤B
CD
1. CRY OUT
2. heavy+electro+dance+punk-Rebirth version-
作詞：武瑠　作曲：masato

DVD
1. 「CRY OUT」Music Video (Band Only Ver.)
2. LIVE in Thailand

### 通常盤
CD
1. CRY OUT
2. Nevermind
作詞：武瑠　作曲：yuji

## 品番
- 初回限定盤A：PCCA-04116
- 初回限定盤B：PCCA-04117
- 通常盤：PCCA-70415